# Le Miroir de Scey
Le Miroir de Scey est un tableau réalisé par le peintre français Gustave Courbet en 1864.
De format horizontal, cette peinture à l'huile sur toile est une peinture de paysage qui représente une vue de la rivière Loue à Scey-Maisières dans le département français du Doubs. Il s'agit précisément d'un tronçon de la Loue situé juste en amont du hameau de Scey-en-Varais où le cours de la rivière est interrompu par un barrage qui crée ainsi une surface lisse formant miroir. Le site présente également un intérêt particulier en raison de la présence d'une tour ruinée du château de Scey sur la colline dominant la rivière en rive gauche.
Le tableau est exposé depuis 1926 au Musée d'Art de San Diego (Californie).

## Description

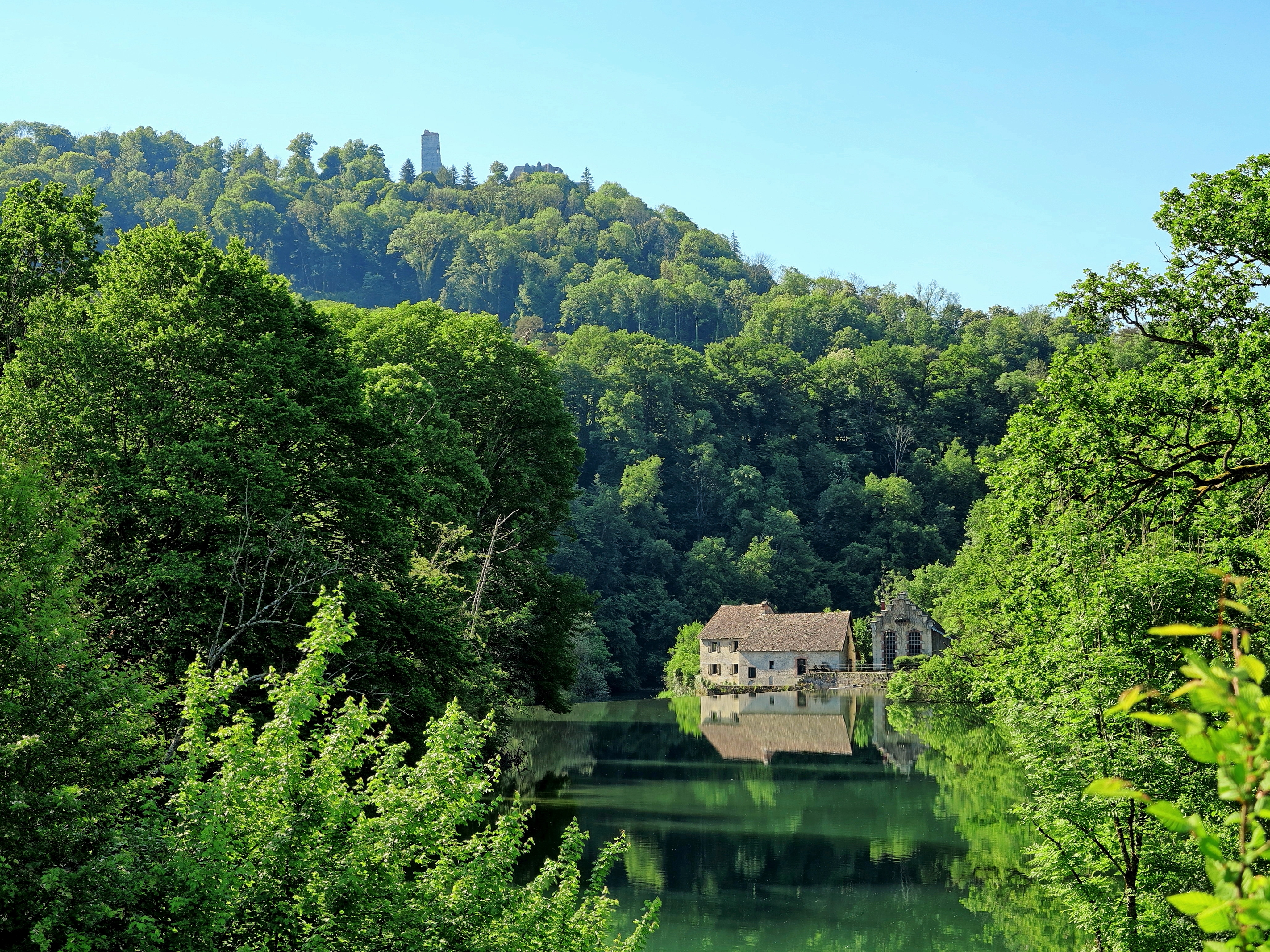
Photo du "miroir de Scey" prise en 2025.

Comme le montre la photographie ci-contre, Gustave Courbet a réalisé une vue fidèle du paysage qui a très peu changé depuis l'époque. En effet, le barrage des forges de Scey et donc le plan d'eau sont toujours présents ; le bâtiment des forges a été restauré ce qui renforce l'effet miroir, le château de Scey et sa tour viennent également d'être restaurés. Seule la végétation s'est developpée et masque désormais les falaises en rive droite.